# Рубашкин, Владимир Яковлевич
Владимир Яковлевич Рубашкин (апрель 1876 или 5 [17] апреля 1876, Новочеркасск — 24 июня 1932, Харьков) — русский и советский гистолог; заслуженный профессор, доктор медицины, заведующий кафедрой гистологии Харьковского медицинского института, директор Украинского протозойного института и заместитель директора Харьковского института вакцин и сывороток им. И. И. Мечникова.

## Биография
Родился 5 (17) апреля 1876 года в Новочеркасске.
В 1895 году окончил классическую гимназию и поступил в Императорскую Военно-медицинскую академию в Санкт-Петербурге. Уже на 2-м курсе начал проводить научные исследования на кафедре гистологии. В 1900 году окончил академии и был оставлен в ней для подготовки к профессорскому званию. 
Работал в физиологической лаборатории И. П. Павлова и у гистолога А. А. Максимова. В 1903 году защитил диссертацию по теме «К учению о строении нейроглии и эпендимы», которая была одним из первых исследований по гистогенезу нейроглии.
В 1905 году работал на зоологической станции в Неаполе. После возвращения в Петербург прочитал пробные лекции и в 1906 году был утвержден приват-доцентом кафедры гистологии и эмбриологии Военно-медицинской академии. Вместе с сотрудниками физиологической лаборатории И. П. Павлова провёл исследование, итогом которого стало сочинение «О изменении клеток поджелудочной железы при действии на нее разных возбудителей», удостоенное премии им. И. П. Павлова в 1909 году. В 1910 и 1911 годах медицинский факультет Императорского Харьковского университета дважды выбирал его на кафедру гистологии и эмбриологии, но министр народного образования России Л. А. Кассо не утверждал его кандидатуру.
В 1912 году перешёл экстраординарным профессором Юрьевского университета на кафедру эмбриологии, гистологии и сравнительной анатомии. В 1913—1917 годах он был директором частных университетских курсов в Юрьеве (Tartu eraülikool  (эст.)), организованных М. И. Ростовцевым. Также был директором Высших женских медицинских курсов в Юрьеве.
Во время Первой мировой войны был уполномоченным Общество Красного Креста в Юрьеве и главным врачом госпиталя. Участвовал в организации борьбы с тифом в Юрьеве, Таганроге, Сочи. В Сочинском районе возглавлял малярийную станцию.
С 1918 года преподавал в Харьковском медицинском институте, профессор с 1922 года; с 1923 года — заведующий кафедрой гистологии и декан медицинского факультета. Одновременно, в 1923—1932 годах был директором Украинского протозойного института.
С 1930 года занимал должность заместителя директора по научной работе Харьковского института вакцин и сывороток им. И. И. Мечникова.
В первую очередь он интересовался гистологией центральной нервной системы. Широкую известность получил его учебник по гистологии: Основы гистологии и гистогенеза человека (М.—Л.: Гос. мед. изд-во, 1931—1933).
Один из методов приготовления гистологических препаратов известен в России как метод Рубашкина-Максимова.
Умер 24 июня 1932 года в Харькове.